# Лилия белоснежная
Ли́лия белосне́жная, или Лилия чи́сто-бе́лая, или Лилия белая (лат. Lílium candídum) — многолетнее луковичное растение; вид рода Лилия. Это единственный вид со средиземноморским типом развития. Широко распространена на Балканах и Западной Азии.

## Ботаническое описание

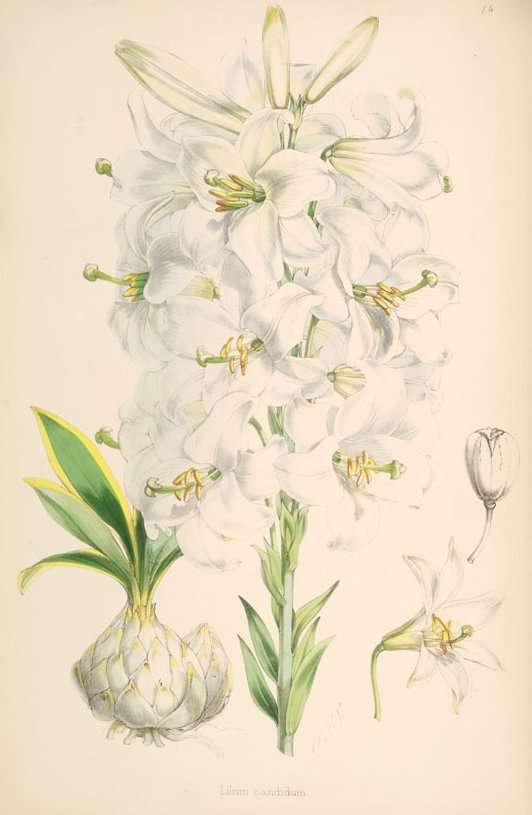
Ботаническая иллюстрация Уолтера Фитча из книги Генри Элвиса A monograph of the genus Lilium, 1880

Лилия белая — растение с многолетней луковицей, которая состоит из мясистых листьев, со стеблем высотой от 70 до 100 см.
Двуполые цветки — 5—20 на растении, диаметром 5—7 см, широковоронковидные, правильные, большие, направленные вверх или косо вверх, собраны в короткую гроздь. Цветки белого с желтоватым при основе цвета, очень ароматные.
Цветёт в июне — июле.
Лилия белоснежная нестойка ко вредителям и вирусным заболеваниям.

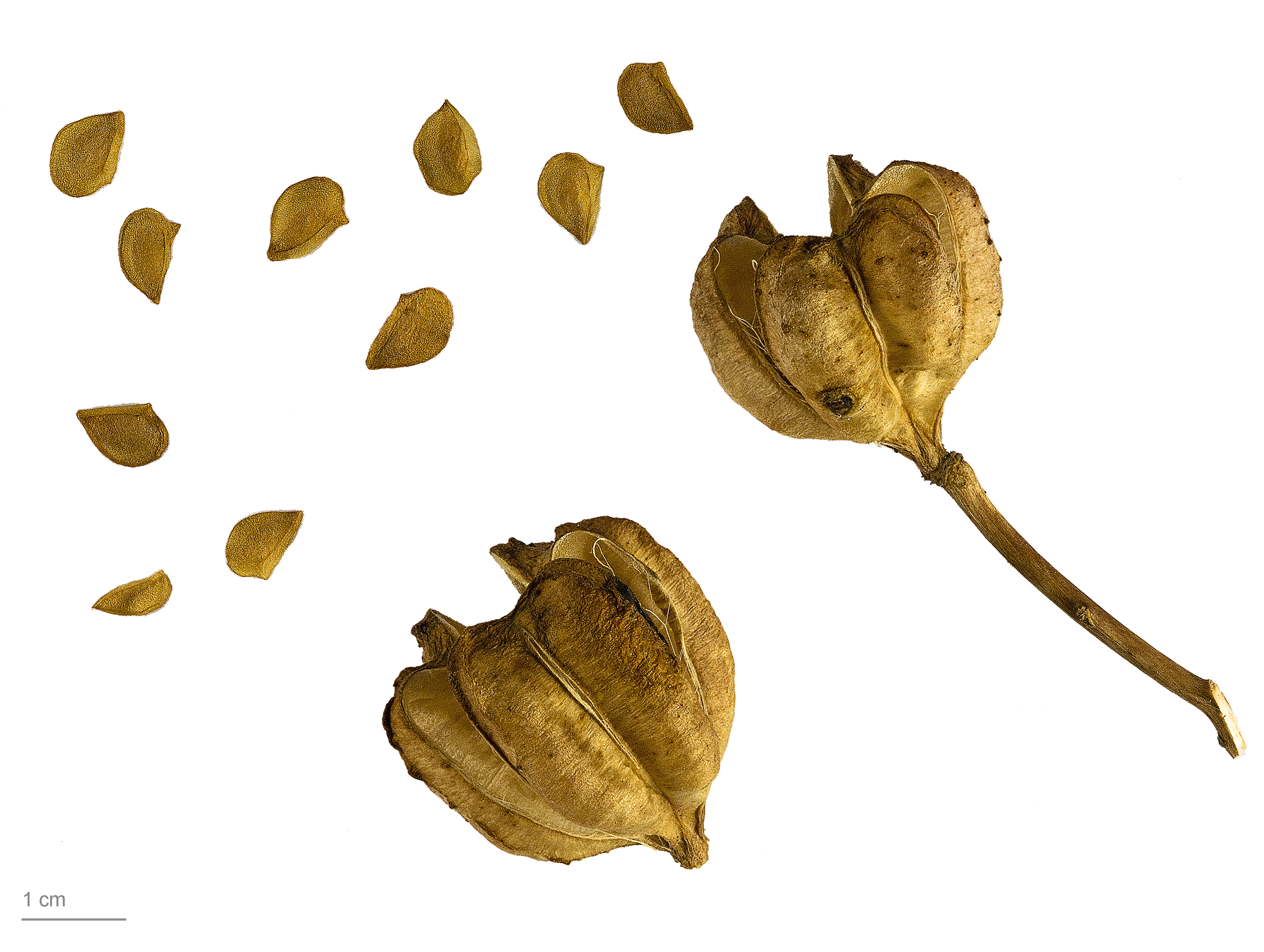
Плоды и семена